# Pastoralis officii
Pastoralis officcii, en español, "Por nuestro deber pastoral", es la trigésimo novena encíclica de León XIII, en ella se dirige a los arzobispos y obispos del imperio alemán y del imperio austrohúgaro, condenando los duelos.

## Contenido de la encíclica
Pastoralis officii conscientia et proximorum caritate permoti, datis ad Nos superiore anno litteris, referendum censuistis de singularium certaminum, quae duella vocant, in populo vestro frequentia.
Movidos por la conciencia del deber pastoral y del amor al prójimo, con las cartas que nos dirigisteis el año pasado os propusisteis informarnos de la frecuente repetición, entre vuestro pueblo, de esos particulares combates que toman el nombre de duelos.

Como indica en el incipit de esta encíclica el papa responde a una preocupación transmitida por el episcopado de Alemania y Austrohungría, que lamentando la práctica de los duelos entre los católicos, pedían al Santo Padre que con sus palabra denunciase esa práctica.
El papa califica el duelo como una costumbre aberrante, extendida lamentablemente entre las naciones, de modo que es difícil encontrar un pueblo en que no se practique. Por lo demás, nadie puede desconocer que tanto la ley natural como por la ley divina positiva; 

prohíben, de la manera más absoluta, matar o herir a un hombre en ausencia. de una justa razón pública, a no ser que lo obligue la necesidad de defender la propia vida. Los que, por el contrario, provocan una pelea privada o aceptan la propuesta, lo hacen y dirigen su mente y fuerzas a este fin, sin que la necesidad los obligue a matar, o al menos herir, al adversario.

El duelo perturba, además, el orden social al otorgar a los particulares la fuerza y el poder de proteger sus derechos y vengar las ofensas. Recuerda la encíclica como la Iglesia ha condenado desde antiguo está práctica; así las Constituciones de Alejandro III, el Concilio de Trento, que juzgó fuera de la Iglesia y  privados la sepultura eclesiástica a los que practican el duelo; Benedicto XIV, que amplió y aclaró esa condena mediante la Constitución apostólica Detestaten, de 10 de noviembre de 1752, y  más recientemente Pío IX, en la Carta apostólica Apostolicae Sedis, en la que declara que la censura latae sententiae se aplica no solo a los que se enfrentan en duelo, sino también a los padrinos, testigos, y cualquiera que están al corriente de un duelo.
A lo largo de la encíclica el papa rechaza las falsas razones que se argumentan en favor del duelo, como defensa de una calumnia o del honor ultrajado; pues nada de esto queda resuelto por la victoria de uno de los duelistas. Por el contrario, el que desprecia la opinión del vulgo y prefiere sufrir una injuria a faltar a su deber, muestra así su virtud. Por otra parte, la bajeza del duelo queda también de manifiesto por su prohibición por la legislación civil.
También es infundada la opinión de quienes considerando que deben impedirse los duelos con carácter general, pero deben permitirse a los militares, porque así se enaltece el valor de los soldados. Una opinión insensata pues los actos injustos lo son para todas las personas, cualquiera que sea su condición. Llama la atención que en una época como la actual, que se da poca consideración a las costumbres antiguas y se rechaza todo lo no razonables, se mantenga esta perniciosa costumbre del duelo.
Concluye la encíclica señalando la necesidad de inculcar a todos la razones que se han expuesto, y pidiendo a Dios que haga eficaz los esfuerzos por desterrar esta costumbre.